# First National Bank Building (Hartford)
El First National Bank Building o 50 State House Square es un edificio comercial histórico en 50-58 State House Square en el corazón del centro de Hartford, la tercera ciudad más poblada del estado de Connecticut (Estados Unidos). Construido en 1899 en estilo Beaux Arts, fue uno de los primeros edificios comerciales de Hartford en tener una estructura de acero. Fue incluido en el Registro Nacional de Lugares Históricos en 1984.

## Descripción e historia
El edificio First National Bank está ubicado en el lado norte de State House Square, frente a Hartford Old State House . Es una estructura de mampostería de siete pisos, sus muros exteriores revestidos de ladrillo y piedra sobre un marco de columnas de acero con arcos abovedados de ladrillo de refuerzo. La fachada principal es uno de los mejores ejemplos de arquitectura Beaux Arts de la ciudad. Tiene tres bahías de ancho, con la entrada principal en la bahía más a la izquierda. Los dos pisos inferior y superior se tratan cada uno de manera diferente, con marcos generalmente similares en las ventanas o puertas de cada nivel. Los tres vanos centrales se agrupan en altos vanos rematados por arcos de medio punto y una elaborada cornisa.
El edificio fue diseñado por Ernest Flagg, un arquitecto de la ciudad de Nueva York, y se completó en 1899. Fue construido en el sitio de una parte del antiguo hotel de los Estados Unidos, dicha parte había sido ocupada por el banco antes de su demolición para dar paso a este edificio. Flagg, formado en la École des Beaux-Arts de Paris, diseñó el edificio como una emulación a gran escala de una columna clásica: los dos niveles inferiores representan su base y los dos superiores su capitel, con los niveles intermedios que representan su eje.